# Genbukan
Genbukan (玄武馆) je japanska škola za tradicionalne borilačke vještine (Kobudo, 古武道 / Koryu Bujutsu, 古流武術), koju je osnovao Velemajstor Tanemura Shoto Sensei 1984. godine. Genbukan označava mjesto koje odgaja profesionalce u borilačkim vještinama; mjesto koje zrači izvrsnim borilačkim vještinama. Gen također znači crno - mjesto za treniranje mističnih, čudotvornih i veličanstvenih tehnika. Izraz "Genbukan World Ninpo Bugei Federation" (GWNBF) i naziv Genbukan mogu se istoznačno koristiti. 

GWNBF je međunarodna organizacija s preko stotinu Dojo (škola) u raznim državama diljem svijeta. Tanemura Soke je također poglavar i osnivač još triju organizacija koje djeluju pod okriljem Genbukan sjedišta (Honbu) u Japanu:
a) Kokusai Jujutsu Renmei (KJJR) osnovan 1991. god. s ciljem prenošenja i očuvanja autentičnog japanskog Jujutsu, ali i za proučavanje i podučavanje nekih kineskih borilačkih vještina koje su vezane za Jujutsu.
b) Japan Kobudo / Koryu World Federation (JKWF) osnovan je 2004. god. da bi se omogućilo očuvanje i zasebno podučavanje autentičnih drevnih japanskih borilačkih škola i stilova (Ryu/Ha, 流派).
c) Amatsu Tatara World Federation (ATWF) osnovan je 2006. god. sa svrhom predaje duhovnosti i izvora japanskih borilačkih vještina i religijskih znanosti.

## Struktura
Genbukan Ninpo Bugei (玄武館忍法武芸) je podijeljen u 36 kategorija zvanih "Ninja Sanjurokkei", od kojih su osnovne: Taijutsu (Tehnike tijelom), Bōjutsu (Tehnike štapom), Bikenjutsu (Tehnike mačem), i najvažnija kategorija Seishinteki Kyoyo (Duhovno kultiviranje). Ostale kategorije studija uključuju streličarstvo, razna oružja, jahanje, strategije, liječništvo, meteorologija itd. U Genbukanu je velika važnost stavljena na Rei Ho (礼法), način vježbanja kroz bonton, pozdrave i manire kakav je i bio običaj u drevnim vremenima.
Genbukan Ninpo Taijutsu se sastoji uglavnom od Daken-Taijutsu, Ju-Taijutsu, Koppo-Jutsu, Kosshi-Jutsu, i Taihen-Jutsu. Daken-Taijutsu je specijaliziran u udaračkim tehnikama uključujući blokove i udarce. Ju-Taijutsu usredotočuje se uglavnom na tehnike bacanja, poluge, gušenja. Kosshi i Koppo Jutsu su specijalizirane tehnike koje se bave udaranjem osjetljivih točaka i lomljenjem kostiju. Taihen-Jutsu bavi se kretanjem tijela kroz prostor omogućujući učinkovitije kretanje ili izbjegavanje protivničkih napada u potpunosti. 

## Zvanja
Sustav rangiranja za Genbukan Ninpo Taijutsu, KJJR, Koryu Karate i Goshin-Jutsu (podsustavi unutar GWNBF i KJJR) je od 10. Kyu stupnja (također poznat kao Mu-Kyu), pa sve do 1. Kyu stupnja, a zatim od 1. Dan zvanja, pa sve do 10. Dan zvanja. 
Nastavni programi za oružja su zasebni, i rangiranje ovisi o oružju i varira između tradicionalnog načina licenciranja (Menkyo) do modernog načina po Kyu i Dan sistemu. Rangiranje u izvornim školama se obavlja na tradicionalni način koji varira za svaki stil (Menkyo sistem).

## Tanemura Soke posjeduje zvanja u sljedećim školama i stilovima (Ryu-Ha,流派):
• Hontai Yoshin Takagi Ryu Jujutsu - 18. Soke
• Hontai Kukishin Ryu Bojutsu - 18. Soke
• Gikan Ryu Koppo-Jutsu - 14. Soke
• Asayama Ichiden Ryu Taijutsu - 18. Soke
• Tenshin Hyoho Kukishin-Ryu - 18. Soke
• Amatsu Tatara Bumon & Shumon - 58. Soke
• Shinden Tatara Ryu Taijutsu - 55. Soke
• Shinden Kito Ryu Bojutsu - 55. Soke
• Bokuden Ryu Jujutsu - 15. Soke
• Itten Ryushin Chukai Ryu Jujutsu - 3. Soke  
• Kineske borilačke vještine Hakkesho - 5. Denjin
• Araki Shin Ryu - Menkyo Kaiden
• Yagyu Shingan Kacchu Yawara - Menkyo Kaiden
• Tenshin Koryu / Shindo Tenshin Ryu Kenpo - Menkyo Kaiden
• Kijin Chosui Ryu Daken-Taijutsu - Menkyo Kaiden
• Daito Ryu Aiki Jujutsu Yamamoto-Ha - Menkyo Kaiden
• Mugen Shinto Ryu Iai-Jutsu - Menkyo Kaiden
• Shinden Fudo Ryu Daken-Taijutsu Tanemura-Ha - Soke
• Shinden Fudo Ryu Taijutsu Tanemura-Ha - Soke
• Kukishinden Happo Biken-Jutsu Tanemura-Ha - Soke
• Togakure Ryu Ninpo Tanemura-Ha - Soke
• Gyokko Ryu Kosshi-Jutsu Tanemura-Ha - Soke
• Koto Ryu Koppo-Jutsu Tanemura-Ha - Soke

## Vanjske poveznice
- http://www.genbukan.org/
- http://www.genbukan.hr/